# SMS V 48
V 48 – niemiecki niszczyciel z okresu I wojny światowej. Szósta jednostka typu V 43, druga o wydłużonym o 3,5 m kadłubie. Okręt wyposażony w trzy kotły parowe opalane ropą. Zapas paliwa 338 ton. Uczestniczył w bitwie jutlandzkiej. W jej trakcie, 31 maja 1916 roku został zatopiony ogniem dział okrętowych.